# Psyllaephagus purpureus
Psyllaephagus purpureus är en stekelart som först beskrevs av Girault 1915.  Psyllaephagus purpureus ingår i släktet Psyllaephagus och familjen sköldlussteklar. Inga underarter finns listade i Catalogue of Life.